# Сегодня и всегда
«Сегодня и всегда» — советский художественный фильм, снятый режиссёром Маргаритой Касымовой на киностудии «Таджикфильм» в 1979 (по другим данным в 1982) году.
Удостоен Главного приза «За лучший драматический фильм» на Международном кинофестивале в Сан-Франциско в 1979 году.
Премьера фильма состоялась в октябре 1982 года.

## Сюжет
В основу сценария Ю. Каплунова и С. Сеидмуратова положена реальная история. Действие фильма происходит в 1920-е годы в Средней Азии.
Фильм о юных романтиках, бродячих актёрах Таджикистана, бесконечно преданных революционному театральному искусству и его первых таджикских театрах.
Журнал «Советский экран» 1981 года № 19 писал о фильме:

На центральной площади Хивы, уникального узбекского города-музея, вновь ожил некогда существовавший здесь старый базар. Забурлили торговые ряды, потянулись вереницы людей. Ведь базар некогда был и своеобразным средоточием общественной жизни, сюда приходили встретиться и поговорить с друзьями, поделиться новостями, обсудить важнейшие события, захватившие самые широкие народные массы. А вот и базарный зазывала. Он приглашает всех присутствующих на театральное представление.

Немало трудностей, казалось бы, непреодолимых препятствий на пути у организаторов этого самобытного революционного театра-трибуны. Религиозный фанатизм, старозаветные традиции, а порой и просто непонимание… Сейчас трудно себе представить, что означало тогда для девушки стать актрисой. С древнейших времен женщины не имели права не только принимать участие в театральных действах, но и присутствовать на них. Каким же мужеством надо было обладать Парвине, приглашённой в труппу, чтобы выйти на подмостки!

## В ролях
- Матлюба Алимова — Парвина
- Туфа Фазылова — Ходжинисо, тётка Парвины
- Шамси Хайдаров — Самад, идейный руководитель и режиссёр труппы
- Хашим Рахимов — Ахмед
- Лола Кенжаева — Зебо
- Сайдо Курбанов — Абдулло-командир
- Наби Рахимов — Мухаммед
- Шухрат Иргашев — Искандер
- Гурминдж Завкибеков — Юнус
- Асалбек Назриев
- Махмуд Тахири
- Зухра Абидова
- Абдульхайр Касымов
- Людмила Максакова
- Махамадали Мухамадиев
- Абдусалом Рахимов
- Эрнст Романов — Беляев
- Сергей Сосновский — директор «бродячего театра»
- Маргарита Касымова

## Съёмочная группа
- Режиссёр: Маргарита Касымова
- Сценаристы: Юрий Каплунов, Саидмурад Саидмурадов
- Оператор: Владимир Дмитриевский
- Композитор: Фируз Бахор
- Художник: Владимир Мякота

## Награды
- Гран-при на Международном кинофестивале в Сан-Франциско.
- «Серебряный диск» в 1986 году.